# Constanzo Varolio
Constanzo Varolio (latinisiert Constantius Varolius; * 1543 in Bologna; † 1575 in Rom) war ein italienischer Mediziner.

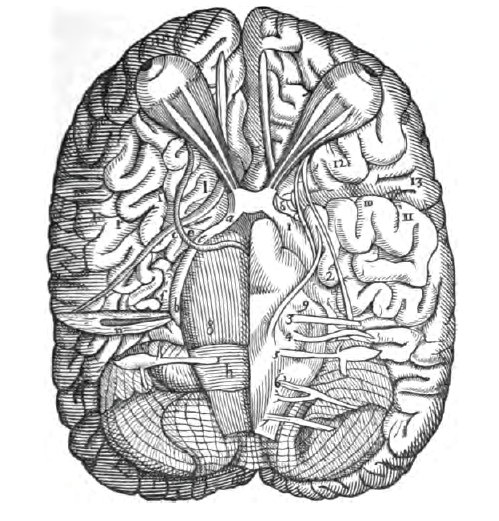
Illustration aus De nervis opticis

Varolio studierte Philosophie und Medizin an der Universität Bologna, wo der Anatom und Vesalius-Schüler Giulio Cesare Aranzi sein Lehrer war. 1567 wurde er in Medizin promoviert (M. D.) und 1569 erhielt er den neu geschaffenen Lehrstuhl für Chirurgie in Bologna, unterrichtete aber auch Anatomie. 1572 ging er nach Rom, wo er möglicherweise auch an der Universität La Sapienza unterrichtete, dort aber nicht im Lehrkörper gelistet war. Nach einigen Angaben war er Leibarzt des Papstes Gregor XIII., der ebenfalls aus Bologna stammte. Er hatte in Rom einen guten Ruf als Arzt und Chirurg und soll sehr geschickt im Entfernen von Blasensteinen gewesen sein.
Er ist vor allem durch das Buch De nervis opticis über die Anatomie des Gehirns bekannt. Er führte bei der anatomischen Sektion des Gehirns neue Methoden ein und ging statt von oben von unten vor. Dabei entdeckte er auch neue Gehirnteile, beispielsweise die Pons varolii (die aber schon Vesalius kannte). Er befasste sich auch mit der Anatomie der Erektion.
Ein weiteres Anatomie-Buch von Varolius erschien postum 1591.

## Schriften

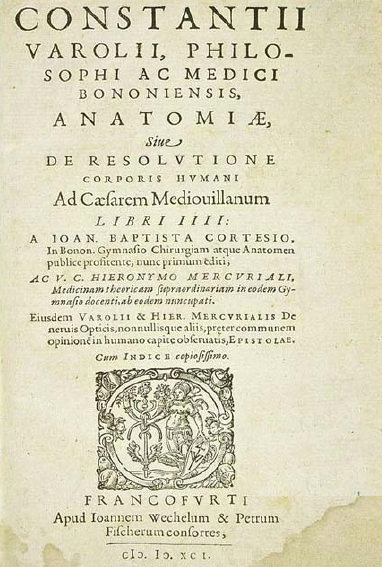
Das Anatomiebuch von Varolio von 1591

- De nervis opticis, 1573
- Anatomiae libri III, 1591